# Plakat metalowy
Plakat metalowy – wyrób poligraficzny zaliczany do akcydensów, na ogół mający charakter dekoracyjny lub reklamowy. Do wytwarzania najczęściej wykorzystuje się płyty aluminiowe (rzadziej stalowe) oraz różnego rodzaju farby i tusze drukarskie. Plakaty z metalu pełnią role dekoracji przestrzeni mieszkalnych i publicznych, a także szyldów reklamowych i innych nośników wielkoformatowych. Podobnie jak plakat papierowy, może zaliczać się do wyrobu dostarczającego doznań estetycznych i intelektualnych porównywalnych do dzieła sztuki. W zależności od zamysłu autora, plakaty z metalu mogą estetyką i stylem nawiązywać do tradycyjnej szkoły plakatu filmowego (na których pojawiają się odniesienia do sztuki filmowej), a także być dziełami malarskimi (metalowa płyta pełni funkcję podłoża), czy wyrobami sztuki użytkowej. Plakaty metalowe są dostępne w handlu detalicznym jako wyroby produkcji masowej, seryjnej lub pojedyncze, unikalne egzemplarze zaliczane do sztuki współczesnej..

## Proces produkcyjny
Plakaty z metalu powstają przy użyciu różnych procesów poligraficznych, technik zdobienia i drukowania. Twórcy plakatów seryjnych zazwyczaj wykorzystują dwie techniki druku: tradycyjne (analogowe) i elektroniczne (cyfrowe). W zależności od wybranej techniki, plakaty różnią się odpornością na promienie UV, uszkodzenia mechaniczne, ścieranie, zmiany temperatury i warunki atmosferyczne, a także dokładnością odwzorowania szczegółów obrazów. Poszczególne techniki zdobienia i druku na metalu wybiera się w zależności od organizacji i kosztów produkcji, a także oczekiwanych stylu i jakości zdobienia. W drukowaniu analogowym wykorzystuje się siłę nacisku w postaci formy drukowej. Plakaty z metalu zaliczające się do dzieł sztuki na ogół powstają przy użyciu ręcznych technik zdobniczych, które polegają na nanoszeniu na metalową płytę farb (najczęściej olejnych) przy pomocy pędzla lub innych narzędzi (pistolety, stemple, szablony itp.)

## Rodzaje
- Sitodruk[8] – technika druku, w której na szablon (aluminiowa lub stalowa siatka z drutu o określonej średnicy lub siatka wykonana galwanicznie) nakładana jest farba. W procesie obróbki fotochemicznej metalowa siatka staje się szablonem wzoru, który ma być nadrukowany. Wzór powstaje dzięki wnikaniu farby w oczka siatki, pozostawiając cienką warstwę na powierzchni zewnętrznej. Zaletą jest możliwość uzyskania na metalowej formie wydajnego i odpornego druku wielokolorowego. Sitodruk daje możliwość szybkiego drukowania plakatów wieloseryjnych.

- Fleksodruk[8]  –  technika druku wypukłego, gdzie na metalowy szablon nakładane są elastyczne formy drukowane lub farby szybkoschnące.

W drukowaniu cyfrowym stosowane są maszyny drukujące, które nie wykorzystują form drukowych ani siły nacisku. Materiały przeznaczone do druku są bezpośrednio przesyłane do urządzenia drukującego w postaci danych komputerowych, a następnie przenoszone na metalową płytę. Do produkcji plakatów z metalu techniką druku cyfrowego, najczęściej wykorzystuje się:
- Druk UV[9] – unowocześniona technika druku cyfrowego, gdzie wykorzystuje się tusze do druku UV (rodzaj ciekłych polimerów utwardzanych promieniowaniami UV). Tusze składają się z monomerów, oligomerów oraz fotoinicjatorów[9]. Nadruk na metalu powstaje dzięki promieniowaniu UV,  które inicjuje proces polimeryzacji tuszu – przez co polimer twardnieje i przyjmuje postać płaskiej plastikowej warstwy.

- Druk solwentowy[10] – metoda druku cyfrowego z wykorzystaniem farb rozpuszczalnikowych (solwentowych).

- Druk natryskowy[11] – powstaje dzięki cyfrowym urządzeniom drukującym, które są wyposażone w głowice natryskowe z dyszami, z których w odpowiednim momencie (zgodnie z obrazem oryginału cyfrowego) wyrzuca się krople specjalnej farby.